# بيلي باترفيلد
بيلي باترفيلد (بالإنجليزية: Billy Butterfield)‏ هو عازف جاز أمريكي، ولد في 14 يناير 1917 في ميدلتاون في الولايات المتحدة، وتوفي في 18 مارس 1988 في بالم بيتش في الولايات المتحدة.

## وصلات خارجية
- بيلي باترفيلد على موقع IMDb (الإنجليزية)
- بيلي باترفيلد على موقع ميوزك برينز (الإنجليزية)
- بيلي باترفيلد على موقع أول ميوزيك (الإنجليزية)
- بيلي باترفيلد على موقع ديسكوغز (الإنجليزية)